# Piero Pisenti
Piero Pisenti (né le 20 mars 1887 à Pérouse, mort le 29 novembre 1980 à Pordenone) est un homme politique italien impliqué dans le fascisme, qui est notamment ministre de la Justice de la République sociale italienne.